# Sassay
Sassay – miejscowość i gmina we Francji, w Regionie Centralnym, w departamencie Loir-et-Cher.
Według danych na rok 1990 gminę zamieszkiwały 584 osoby, a gęstość zaludnienia wynosiła 36 osób/km² (wśród 1842 gmin Regionu Centralnego Sassay plasuje się na 616. miejscu pod względem liczby ludności, natomiast pod względem powierzchni na miejscu 823.).